# Róbson Januário de Paula
Róbson Januário de Paula (sinh ngày 14 tháng 2 năm 1994) là một cầu thủ bóng đá người Brasil.

## Sự nghiệp câu lạc bộ
Róbson Januário de Paula đã từng chơi cho Kawasaki Frontale.